# Idiopatska plućna hemosideroza
Idiopatska plućna hemosideroza (akronim IPH) je plučna bolest koja se karakteriše epizodama unutaralveolarnog krvarenja, koja dovode do enormnog nakupljanja gvožđa u obliku hemosiderina u alveolarnim makrofazima, i naknadnim razvojem plućne fibroze i teške anemije. Može se javiti kao primarna bolest pluća ili može biti sekundarna kardiovaskularna ili sistemska bolest. Kod dece je najčećće primarna plućna hemosideroza, aretko sekundarna.
Dijagnoza izolovane plućne hemosideroze ili idopatske plućne hemosideroze postavlja se na osnovu isključenja ili eliminacije drugih uzroka primarne i sekundarne plućne hemosideroze. Terapija glikokortikoidima i imunosupresivima daje dobre rezultate za vreme aktivnog krvarenja, ali ne utiču na dužinu toka i prognozu bolesti.

## Epidemiologija
Učestalost
Iako je idiopatska plućna hemosideroza već dobro prepoznat poremećaj, ne postoje tačni podaci o njenoj prevalenciji. Na globalnom nivou zabežena je godišnja učestalost bolesti od 0,24 (Švedska) do 1,23 (Japan) slučajeva na milion dece.
Smrtnost / morbiditet
Pacijenti sa idiopatskom plućnom hemosiderozom imaju prosečnu stopu preživljavanja od 2,5 do 5 godina od momenta postavlja dijagnoze. Smrt može nastupiti akutno, kao poslkedica masovnog krvarenja ili nakon progresivne plućne insuficijencije i dekompenzacije desnog srca.
Pol
Kod bolesnika mlađih od 10 godina, idiopatska plućna hemosideroza pokazuju jednaku raspodelu između muškaraca i žena u Sjedinjenim Američkim Državama, Švedskoj i Grčkoj; dok u Japanu je žensko : muški odnos 2,25 : 1. U bolesnika starijih od 10 godina, muško : ženski odnos je nešto drugojačiji i iznosi 2 : 1.
Starost
Idiopatska plućna hemosideroza se može pojaviti kod ljudi bilo kog uzrasta, od neonatalnog perioda do kasne odrasle dobi. Međutim najčešća je kod dece uzrasta od 1—7 godina. Goodpasturov sindrom se obično javlja kod mladih odraslih muškaraca a retko kod odojčadi. Heinerov sindrom obično se dijagnostikuje kod dece uzrastai od 6 meseci do 2 godine.

## Etiologija
Plućna hemosideroza povezana je sa reumatoidnim artritisom, tireotoksikozom, celijakijom i autoimunom hemolitičkom anemijom, što ukazuje na mogući autoimuni mehanizam nastanka bolesti.

### Oblici
Plućna hemosideroza se može javiti kao primarna bolest pluća ili može biti sekundarna. Kod dece primarna plućna hemosideroza je češća nego sekundarni tipovi.

#### Primarna plućna hemosideroza
Prepoznate su tri varijante primarne plućne hemosideroze:
1. Plućna hemosideroza povezana sa antitielima na bazalnoj membrani pluća i bubrega (Goodpasture sindrom),
2. Plućna hemosideroza povezana sa preosetljivošću na proteine u kravljem mlijeku (Heiner sindrom)
3. Idiopatska plućna hemosideroza (IPH).

#### Sekundarna plućna hemosideroza
Sekundarna plućna hemosideroza se javlja kod kardiovaskularnih ili sistemska bolest, kada se može razviti hronično plućno srce(lat. cor pulmonale), sekundarna plućna fibroza i hipoksemija.
Kao najčešči uzroci sekundarne plućne hemosideroze navode se:
- Kongenitalne ili stečene kardiopulmonalne nepravilnosti — bronhogena cista, plućna sekvestracija, kongenitalna arteriovenska fistula, tetralogija Fallot-a, Eisenmenger-ov kompleks, stenoza mitralnog zalistaka, stenoza pulmonalnog ventila, urođena stenoza plućne vene, plućna arterijska stenoza, plućna embolija, pluća
- Infekcije i njihove komplikacije — bakterijska pneumonija, sepsa (diseminovana intravaskularna koagulacija [DIC] ), plućni apsces, bronhiektazije, obliterirajući bronhiolitis.[5]
- Imunološki posredovane bolesti — sistemski eritematozni lupus (SLE), periarteritis nodosa, Wegener-ova granulomatoza, Henoch-Schönlein purpura, imunološki kompleks-glomerulonefritis, alergijska bronhopulmonalna aspergiloza
- Neoplazme — primarni tumori bronha (adenom, karcinoid, sarkom, hemangiom, angiom) ili metastatske lezije (sarkom, Wilmsov tumor , osteogeni sarkom)
- Lekovi i narkotici — penicilamin, kokain
- Toksini — pesticidi (sintetički peritroidi),[6]
- Kućne plesni — Stachybotrys atra, Memnoniella echinata
- Ostali uzroci — zadržana strana tela, plućna trauma, plućna alveolarna proteinoza, urođena hiperamonemija.[4]

## Klinička slika
Većina pacijenata oboli u djetinjstvu, 85% slučajeva imaju početne simptome pre 16-te godine. Kontinuirane blage plućne hemoragije prethode hroničnom neproduktivnom kašlju sa hemoptizama, malaksalost, pospanost i slabo napredovanjem u detinjstvu. Pored epizoda krvarenja - bolesnik je dispnoičan, kašlje
Pacijent može imati batičaste prste, inspiratorne pukote na plućima, a u uznapredovalom stadiju bolesti znakove hroničnog plućnog srca..

## Dijagnoza
Dijagnoza se postavlja isključenjem drugih uzroka plućnih krvarenja i dokazivanjem sideropenične anemije. Zbog gutanja krvi, pozitivan je test stolice na okultno krvarenje.
Na rendgen snimku vide se povremeno bazalno locirani infiltrati kojih je više tokom epizoda akutnog krvarenja. U fazi pogoršanja bolesti poveća se difuzijski kapacitet za CO.
Biopsijom alveola utvrđuju se hemosiderinom ispunjeni makrofag, i razvoj intersticijalne fibroze, dok se u histološkom preparatu na pronalazi vaskulitis.

## Diferencijalna dijagnoza
Diferencijalno dijagnostički, kad se pojavi čak i blagi glomerulonefritisa, treba posumnjati na Goodpasturov indrom . Takođe treba imati u vidu i hemoragijski alveolitis u sklopu sistemskog lupusa.
Od ostalih bolesti u diferencijalnoj dijagnozi treba imati u vidu: pneumoniju kod dece, sinusne i nosne manifestacije i cističnu fibrozu pluća.

## Terapija
Terapija plućne hemosideroze usmereno je u dva pravca prema: akutnim krizama i dugoročnoj terapiji.
Terapija akutnih kriza
terapija epizodaa akutnog plućnog krvarenja uključuje sljedeće metode:
- Terapiju kiseonikom,
- transfuziju krvi, kod teške anemije i hemoragičnog šoka,[8]
- Potporna respiratorna terapija kod prekomerne sekrecije i bronhospazma,
- Mehanička ventilaciona podrška kod respiratorne insuficijencije,
- Ekstrakorporalna oksigenacija membrane (dokazano je efikasna nakon neuspeha uobičajene mehaničke ventilacije)
- Imunosupresivna terapija,[а]
- Glavni tretman plućne hemosideroze povezan sa mlekom zahteva izbegavanje unosa mleka i mlečnih proizvoda.

Terapija sekundarne plućne hemosideroze
Lečenje sekundarne hemosideroze obično je usmereno prema osnovnoj bolesti. Dijeta bez glutena indikovana je u slučaju celijakije povezane s plućnom hemosiderozom, čak i ako nema gastrointestinalnih simptoma.

## Prognoza
Prognoza idiopatske plućne hemosideroze je naizvesna, dok se kod nekih pacijenta javljaju spontane remisije.

## Napomene
1. ↑  Dugotrajna imunosupresivna terapija u liječenju hemosideroze i dalje ostaje kontroverzna.

## Spoljašnje veze
- (језик: енглески)

|  | Molimo Vas, obratite pažnju na važno upozorenje u vezi sa temama iz oblasti medicine (zdravlja). |